# Ali Osman Öztürk
Ali Osman Öztürk (* 5. Januar 1960 in Ordu, Türkei) ist ein türkischer Volkskundler und philologisch orientierter Liedforscher. Er war Professor an der Onsekiz-Mart-Universität Çanakkale, Türkei; seit 2012 ist er Professor an der Konya Necmettin Erbakan Üniversitesi in Konya, Türkei.

## Leben

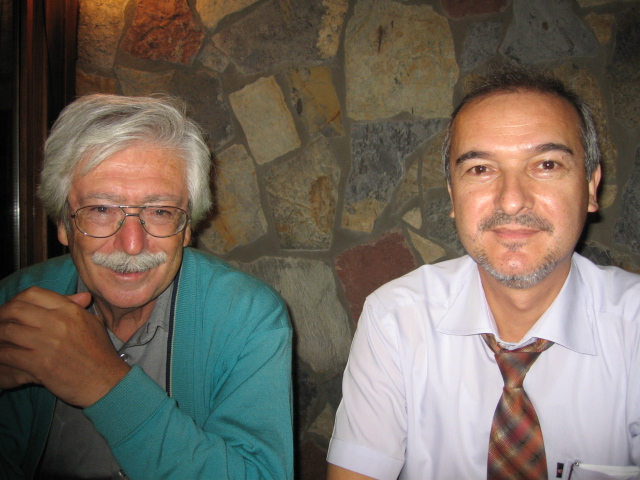
Ali Osman Öztürk (rechts) und Yüksel Pazarkaya

Aufgewachsen in Ordu (an der Schwarzmeerküste in der Nordosttürkei) studierte Öztürk in Ankara Germanistik und Pädagogik (bei Wilfried Buch und Vural Ülkü). Er promovierte 1990 in Konya bei Wilfried Buch und bei Otto Holzapfel in Freiburg im Breisgau (Das deutsche und türkische Volkslied als sprachliches Kunstwerk, ungedruckt. Der türkische Teil wurde jedoch in der Reihe der Studien zur Volksliedforschung als 15. Band mit dem Titel „Das türkische Volkslied als sprachliches Kunstwerk“ veröffentlicht); die Habilitation erfolgte 1994 in Ankara (Alman Oryantalizmi. 19. Popüler Alman Sanatında Türk Motifi, Ankara 2000). Er war zwanzig Jahre Lektor und Dozent für Deutsche Sprache und deutsche Literatur in Konya. 2002 kam er an die Erziehungswissenschaftliche Fakultät der Onsekiz Mart Universität in Çanakkale, wo er das Fremdspracheninstitut leitete. Öztürk gab zwischen 1997 und 2001 die akademische Zeitschrift Selçuk Üniversitesi Fen-Edebiyat Fakültesi Edebiyat Dergisi heraus. Seit 2013 ist er Vorsitzender des türkischen Germanistenverbandes GERDER und ist für GERDER geschäftsführender Herausgeber der Internet-Zeitschrift DİYALOG: Zeitschrift für interkulturelle Germanistik.

## Publikationen (Auswahl)

### Selbständige Veröffentlichungen (Auswahl)
- Das türkische Volkslied als sprachliches Kunstwerk (= Studien zur Volksliedforschung, Band 15). Peter Lang, Bern 1994, ISSN 0930-8636 (buchhandel.de)[1]
- Türkü Yazıları [Abhandlungen zum Thema Volkslied]. Millî Folklor Yayınları: 4, Ankara 1995.
- [Übersetzer] Luise Rinser: Öyküler [Geschichten] (deutsch, türkisch), Konya 1996.
- Karşılaştırmalı Edebiyat Araştırmaları [Vergleichende Literaturstudien]. Sel-Ün Vakfı Yayınları: 6, Konya 1999.
- İmaj Yazıları [Schriften zum Thema Türkenbild]. Konya 1997.
- [zus. mit Nezih Onur] Batı Edebiyatında Sevgi ve Hoşgörü Üstüne [Zum Thema „Liebe und Toleranz“ in der europäischen Literatur], Gündoğan Edebiyat Dizisi 12-37, Ankara 1997.
- [Herausgeber] Ignacz Kúnos: Türk Halk Türküleri [Türkische Volkslieder]. İş Bankası Kültür Yayınları, Ankara 1998.
- [Herausgeber] Sefa Odabaşı: Dünden Bugüne Konya Türküleri [Konyaner Volkslieder von gestern bis heute]. Konya İl Kültür Müdürlüğü, Konya 1999.
- Alman Oryantalizmi. 19. Yüzyıl Alman Halk Sanatında Türk Motifi [Deutscher Orientalismus. Zum Türkenmotiv in der deutschen populären Volkskunst des 19. Jahrhunderts], Vadi, Ankara 2000.
- Alamanya Türküleri. Türk Göçmen Edebiyatının Sözlü / Öncü Kolu [Deutschlandlieder. Mündlicher Pionier der türkischen Auswandererliteratur]. Kültür Bakanlığı, Ankara 2001. ISBN 975-17-2647-6.
- [zus. mit N. A. Dellal ve U. Balcı] 4. Uluslararası Dil, Yazın ve Deyişbilim Sempozyumu Bildirileri [Tagungsbeiträge des 4. Internationalen Symposiums zur Sprach- und Literaturwissenschaft und Stilistik], Nobel Yayın Dağıtım, Ankara 2005.
- [Herausgeber] Prof. Dr. Suzan Erbaş: Geldi Gördü Yazdı [Sie kam, sah und schrieb], Anı, Çanakkale 2006.
- Yabancı Dil Eğitimi Bölümlerinde Edebiyat Öğretimi [Zum Literaturunterricht in der Fremdsprachenlehrerausbildung], Anı, Ankara 2007.
- [zus. mit Salih Turhan und Nail Tan] Konya Halk Müziği: Yeşil Olur Şu Konya’nın Meramı [Konyaner Volksmusik: Grün sind die Meram-Gärten in Konya], Ötüken, İstanbul 2007.
- [zus. mit Otto Holzapfel] Deutsch-Türkische Streifzüge in der deutschen Literatur und Volksdichtung. Centaurus, Kenzingen 2008. (deutschesfachbuch.de)
- Alman Oryantalizmi, İstanbul 2015 (deutsche Zusammenfassungen; zum deutschen Orientalismus (Kunst))
- Türküyü Okumak. Türkü Yazıları II [Volkslied lesen. Aufsätze zum Thema Volkslied II]. hiperyayın, İstanbul 2017. (ISBN 978-605-9143-64-6)

### Aufsätze (Auswahl)
- „Eine türkische Parallele zur ‘Schönen Jüdin’?“ In: Jahrbuch für Volksliedforschung 36 (1991), S. 98–105.[2]
- „Versuch einer Bibliographie zur Erforschung des Türkenbildes in der deutschen Kultur“. In: DEMOS. Internationale Ethnographische und Folkloristische Informationen, 34 (2001), S. 271–294.
- „Bemerkungen zur türkischen populären Liedtradition der Neunzigerjahre“. In: Lied und populäre Kultur/Song and Popular Culture, 48 (2003), S. 241–253.